# Ben Youssef Meïté
Ben Youssef Meïté (* 11. November 1986 in Séguéla) ist ein ivorischer Sprinter.

## Sportliche Laufbahn
Erste Erfahrungen bei internationalen Meisterschaften sammelte Ben Youssef Meïté bei den Jugendweltmeisterschaften 2003 in Sherbrooke, bei denen er im 100-Meter-Lauf mit 11,21 s und im 200-Meter-Lauf mit 22,33 s jeweils in der ersten Runde ausschied. Anschließend gelangte er bei den Juniorenafrikameisterschaften in Garoua über 200 Meter bis in das Halbfinale, in dem er mit 21,81 s ausschied. Zudem erfolgte das Aus über 100 Meter in 10,95 s im Vorlauf. Mit der ivorischen 4-mal-100-Meter-Staffel nahm er auch erstmals an den Afrikaspielen in Abuja teil und belegte dort in 40,81 s den siebten Platz. Im Jahr darauf nahm er über 200 Meter an den Afrikameisterschaften in Brazzaville teil, schied dort aber mit 22,18 s in der Vorrunde aus. 2005 wurde er bei den Islamic Solidarity Games in Mekka in 10,63 s Siebter im 100-Meter-Lauf und gewann mit der Staffel in 40,87 s die Bronzemedaille hinter Saudi-Arabien und dem Oman. Anschließend gewann er bei den Juniorenafrikameisterschaften in Tunis in 21,32 s die Silbermedaille über 200 Meter, sowie in 10,74 s Bronze über 200 Meter. Bei den Spielen der Frankophonie in Niamey siegte er in 20,99 s über 200 Meter sowie in 39,79 s mit der Staffel und belegte über 100 Meter in 10,64 s Rang sechs.
2006 gelangte er bei den Afrikameisterschaften in Bambous über 100 Meter bis in das Halbfinale, in dem er seinen Lauf aber nicht mehr beenden konnte. 2007 nahm er erneut an den Afrikaspielen in Algier teil und erreichte dort in beiden Einzelbewerben das Halbfinale, in dem er mit 10,52 s bzw. 21,18 s ausschied. Zudem wurde er mit der ivorischen Stafette im Finale disqualifiziert. 2009 qualifizierte er sich erstmals für die Weltmeisterschaften in Berlin, bei denen er über 200 Meter in das Halbfinale gelangte, in welchem er mit 20,78 s ausschied, während er über 100 Meter mit 10,41 s bereits im Vorlauf ausschied. Anschließend siegte er bei den Spielen der Frankophonie in Beirut in 10,15 s über 100 Meter sowie in 20,37 s über 200 Meter. Zudem wurde er mit der Staffel in 39,91 s Vierter. Im Jahr darauf nahm er im 60-Meter-Lauf an den Hallenweltmeisterschaften in Doha teil, schied aber mit 6,76 s bereits in der ersten Runde aus. Bei den Afrikameisterschaften in Nairobi siegte er über 100 Meter in 10,08 s und musste sich über 200 Meter in 20,39 s nur dem Ägypter Amr Ibrahim Mostafa Seoud geschlagen geben. Zudem erreichte er mit der Staffel in 40,77 s Rang sechs. Anschließend wurde er beim Leichtathletik-Continentalcup in Split in 20,51 s Dritter über 200 Meter.
2011 nahm er erneut an den Weltmeisterschaften im südkoreanischen Daegu teil, schied aber mit 10,45 s und 20,97 s jeweils in der Vorrunde aus. Anschließend gewann er bei den Afrikaspielen in Maputo in 10,28 s die Silbermedaille hinter dem Ägypter Seoud. Auch über 200 Meter gewann er in 20,76 s die Silbermedaille und musste sich damit dem Kameruner Idrissa Adam geschlagen geben. Im Jahr darauf gelangte er bei den Hallenweltmeisterschaften in Istanbul über 60 Meter bis in das Halbfinale, in dem er mit 6,71 s ausschied. Bei den Afrikameisterschaften in Porto-Novo siegte er diesmal in 20,62 s über 200 Meter und wurde über 100 Meter im Vorlauf disqualifiziert. Zudem belegte er mit der Staffel in 40,10 s den vierten Platz. Dennoch qualifizierte er sich über 100 Meter erstmals für die Olympischen Spiele in London, bei denen er mit 10,13 s im Halbfinale ausschied.
Nach zwei Jahren Wettkampfpause qualifizierte sich Meïté 2015 über 100 Meter erneut für die Weltmeisterschaften in Peking, bei denen er mit 10,17 s im Halbfinale ausschied. Anschließend siegte er bei den Afrikaspielen in Brazzaville mit neuem Landesrekord von 10,04 s sowie mit der Staffel in 38,93 s. Im Jahr darauf gewann er bei den Afrikameisterschaften in Durban in windunterstützten 9,95 s erneut den Titel über 100 Meter und gewann mit der Staffel in 38,98 s die Silbermedaille hinter Südafrika. Damit qualifizierte er sich erneut für die Olympischen Spiele in Rio de Janeiro, bei denen er mit neuem Landesrekord von 9,96 s im Finale den sechsten Platz belegte. 2017 gelangte er bei den Weltmeisterschaften in London über 100 Meter bis in das Halbfinale, in dem er mit 10,12 s ausschied. Auch bei den Hallenweltmeisterschaften 2018 in Birmingham gelangte er über 60 Meter bis in das Halbfinale, in dem er mit 6,59 s ausschied. Im August gewann er bei den Afrikameisterschaften in Asaba in 38,92 s die Bronzemedaille mit der Staffel hinter Südafrika und Nigeria und wurde über 100 Meter in 10,36 s Vierter.
2004 wurde Meïté ivorischer Meister im 100- und 200-Meter-Lauf. Er absolvierte ein Studium an der Université de Sherbrooke. Sein Vater war der 2014 verstorbene Amadou Meïté, der selber als erfolgreicher Sprinter aktiv gewesen ist. Auch sein Bruder Ibrahim Méité ist ein ehemaliger Sprinter.

## Persönliche Bestzeiten
- 100 Meter: 9,96 s (+0,2 m/s), 14. August 2016 in Rio de Janeiro
  - 60 Meter (Halle): 6,55 s, 11. Februar 2018 in Metz
- 200 Meter: 20,37 s (−0,2 m/s), 5. Oktober 2009 in Beirut